# 乗員帰還機

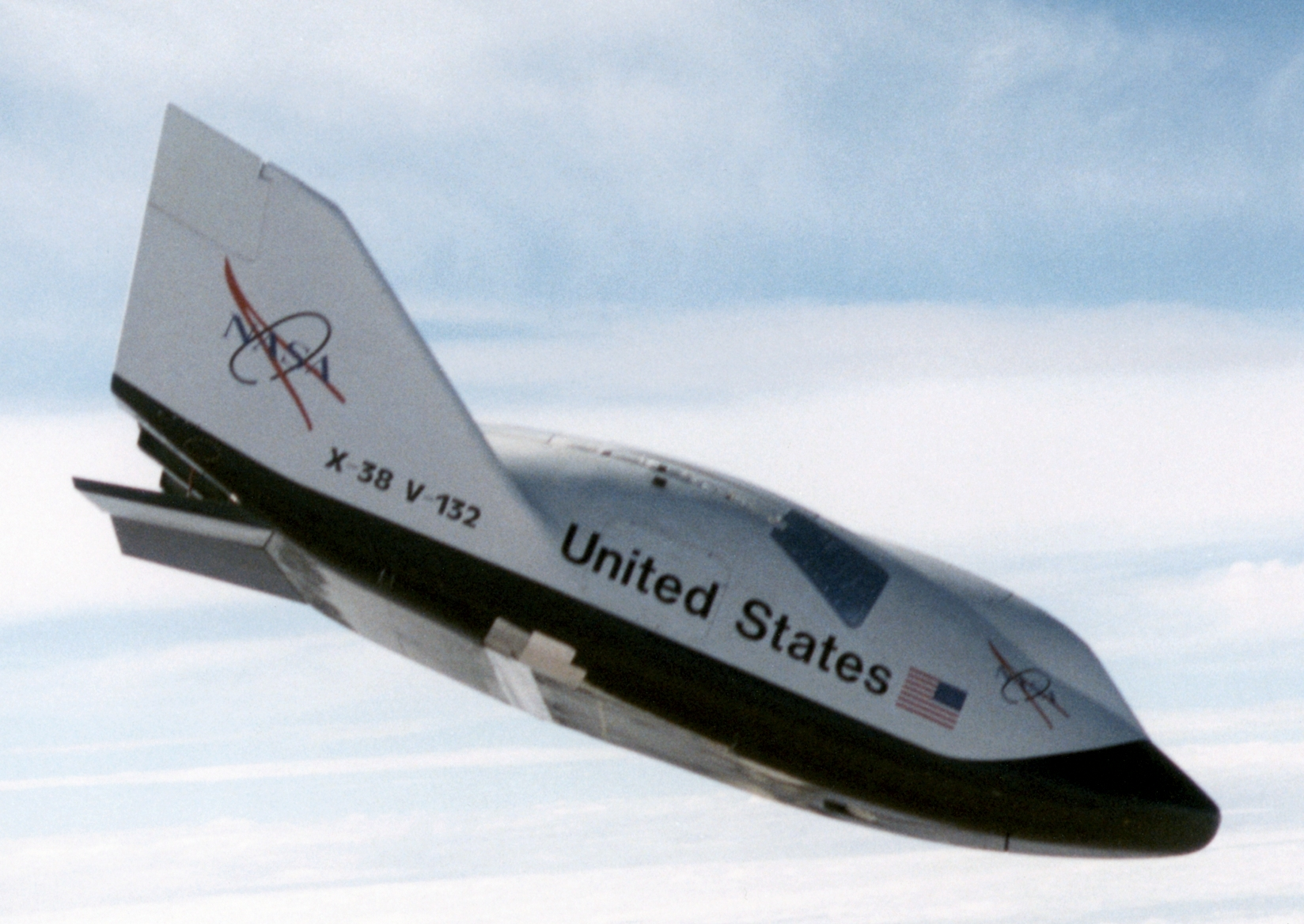
ISS乗員帰還機– CRV（X-38プロトタイプ）

乗員帰還機（じょういんきかんき、英語: Crew Return Vehicle（ CRV ））は、緊急乗員帰還機（きんきゅうじょういんきかんき、英語: Assured Crew Return Vehicle（ ACRV ））と呼ばれる。国際宇宙ステーション（ISS）専用の救命ボートまたは脱出モジュールとして提案された。20年以上にわたって、いくつかの異なるビークルの設計が検討され、開発テストのプロトタイプとして飛行したが、どれも運用可能に至らなかった。2000年にISSに最初の常勤クルーが到着して以来、緊急復帰機能はソユーズ宇宙船と、最近ではスペースXのクルードラゴンによって実現した。それぞれが6か月ごとにローテーションを行う。
元々の宇宙ステーションの設計では、緊急事態の場合は、米国のスペースシャトルからの救助を待つ間、乗組員が避難できるステーションに「セイフティーエリア」を設けることによって対処することを目的としていた。しかし、1986年のスペースシャトルチャレンジャー号爆発とそれに続くコロンビア号空中分解により、ステーションプランナーはこの概念を再考した。計画担当者は、次の3つの特定のシナリオに対処するためのCRVの必要性を予測した。
- スペースシャトルまたはソユーズのカプセルが利用できない場合の乗組員の帰還。
- タイムクリティカルな主要な宇宙ステーションの緊急事態からの迅速な脱出。
- 医療緊急事態の場合には、乗組員の全部または一部が戻る[2]。

## 医学的考察
ISSには、特定のレベルの医療状況を処理するための健康維持機構（HMF）が装備され、主な3つに分類される。
- クラスI：生命を脅かさない病気やけが（頭痛、裂傷）。
- クラスII：中等度から重度、生命を脅かすもの（虫垂炎、腎臓結石）。
- クラスIII：重度、無力、生命を脅かす（重大な外傷、有毒な曝露）。

ただし、HMFは一般的な外科的な能力を持つようには設計されていないため、HMFの能力を超える医学的状況が発生した場合に乗組員を避難させる手段が不可欠である。

## 初期のNASA概念

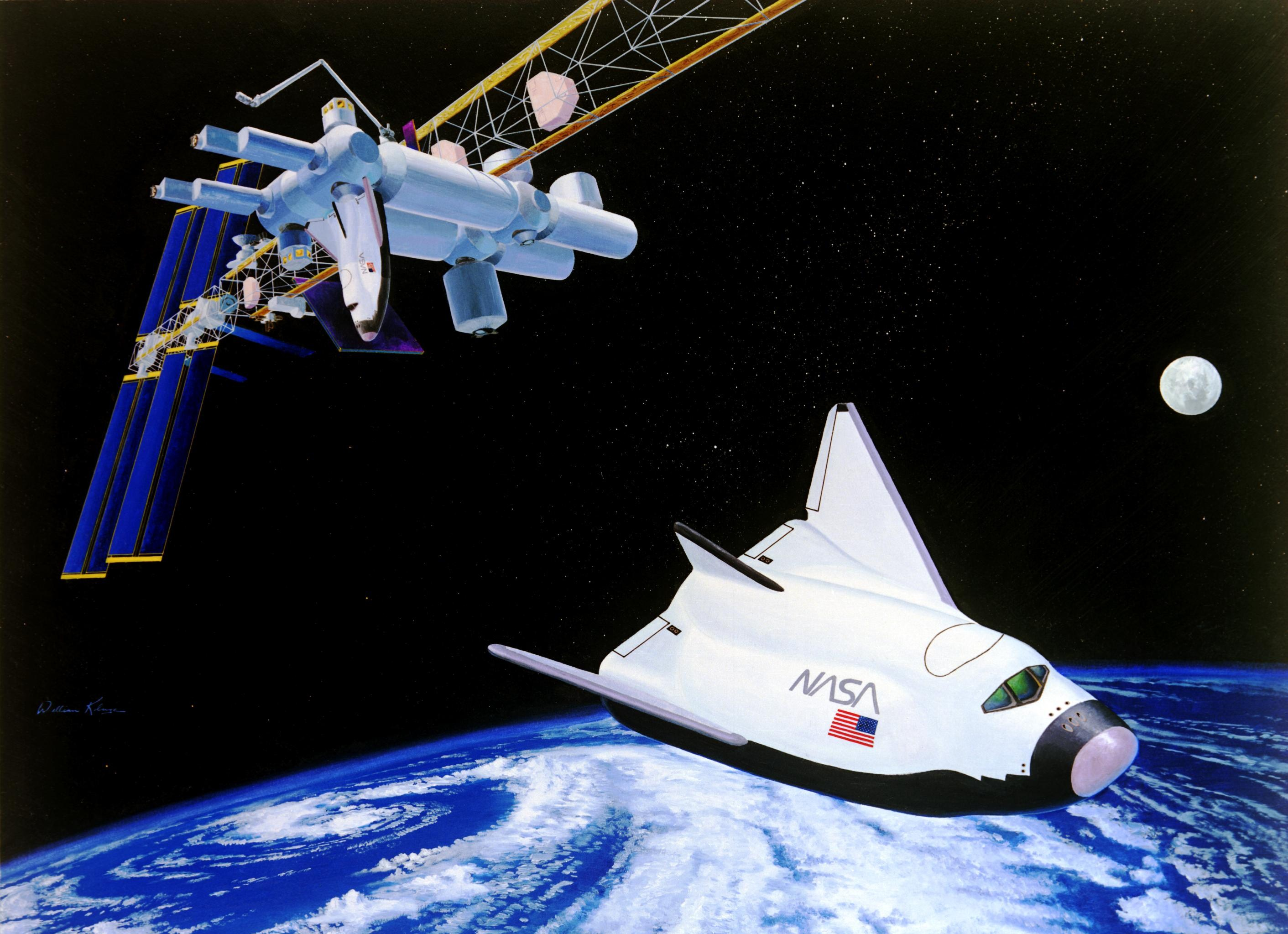
HL-20コンセプトアート

ヴェルナー・フォン・ブラウン博士は、1966年の記事で最初に宇宙救命ボートの概念を提起し 、その後、NASAの計画担当者は宇宙ステーション救命ボートの初期の概念をいくつか開発した。

### カプセルシステム
- ステーションクルーリターンオルタナティブモジュール（英語: Station Crew Return Alternative Module（SCRAM））は、最大6人の宇宙飛行士を収容できるカプセルであった。再突入熱保護は、NASAバイキング火星探査機用に設計された熱シールドの使用によって提供された。6億米ドルの費用がかかるこの設計の主な欠点は、着陸時のg負荷が高いことで、医学的に必要な避難の場合には理想的ではなかった[1][2]。
- バイキングベースの概念に続くものとして、米航空宇宙局（NASA）は、ゼネラル・エレクトリックとNISスペース株式会社による1986年の提案を検討した。すでに機密扱いの軍事プロジェクト用に設計され、当初は最大4人の乗員を対象として計画されていた。MOSESと呼ばれる米国空軍鈍体のディスカバラータイプの回収カプセルの商業的に開発された派生物の場合、カプセルをスケールアップして8人の乗組員を収容するというアイデアしばらくの間検討していたが、後に削除された[1]。ただし、最大8gのg負荷があるため、このビークルは重大な医療状況には適していない[2]。
- 1989年、NASAエンジニアはカプセルタイプのACRVコンセプトの特許を取得した[4]。

### HL-20 PLS
HL-20 クルーレスキュービークルは、NASAが以前のリフティングボディ研究の成果として開発したパーソネルローンチシステム（PLS）の概念に基づいていた。1989年10月、ロックウェルインターナショナル（宇宙システム部門）は、ラングレー研究所が管理する1年間の契約作業を開始し、調査のベースラインとしてHL-20コンセプトを使用してPLSの設計と運用の詳細な調査を実施した。1991年10月、ロッキードアドバンストデベロップメントカンパニー（スカンクワークスとして知られる）は、プロトタイプと運用システムの開発の実現可能性を判断するための調査を開始した。NASA、ノースカロライナ州立大学およびノースカロライナA＆T大学の間の協力協定により、この概念に関するさらなるヒューマンファクター研究のためのHL-20PLSの実物大モデルが構築された。すべてのオプションの中で、リフティングボディは、制御された環境と、再突入および着陸時の低g負荷の観点から、最も理想的な医療環境を提供した。ただし、HL-20プロジェクトの費用は20億米ドル。議会は1990年にNASAの予算からプログラムを削減している。

## 欧州宇宙機関の概念
欧州宇宙機関（ESA）は、有人宇宙飛行プログラムの可能性に関する幅広い研究の一環として、1992年10月に6か月間の第1段階のACRV研究を開始した。この研究の主な請負業者は、アエロスパシアル、タレス・アレーニア・スペースおよびダイムラークライスラー・エアロスペースであった。
ESAは、CRVのいくつかの概念を研究しました。
- アポロ型カプセル：これは、8人の宇宙飛行士を運ぶことができる1960年代のアポロカプセルの拡大版であった。カプセルの上部にあるタワーには、ドッキングトンネルと、カプセルのロケットエンジンが含まれる。これも、アポロの構成と同様で、タワーは再突入直前に投棄される。着陸は減速パラシュートとエアバッグを介して行われる[6][7]。
- また、フェーズ1の調査中に、ESAは「バイキング」として知られる円錐形のカプセルを調べた。アポロスタイルのコンセプトのように、それはベースファーストに再び入った。しかし、それはより空力的な形をしていました 「バイキング」モジュールのロケットエンジンは、アリアン宇宙輸送機の派生であった。設計作業は1995年3月のフェーズ1の終わりまで続いた[6][8]。
- ブラントバイコニックの概念は、1993年から1994年に研究され、この設計はより機動性が高いと期待されていたが、より重く、高価であった[6][9]。

ESAの17億米ドルのACRVプログラムは、1995年にキャンセルされたが、フランスの抗議により、さらなる研究を実施するための2年間の契約が結ばれた。これにより、1997年に飛行した大気再突入デモンストレーターカプセルが縮小された。ESAは、代わりに、1996年5月にNASAのX-38 CRVプログラムに参加することを選択した。その後、そのプログラムはフェーズAの調査を終了した。

## ライフボート・アルファ
ロシア製の航空機をCRVとして使用するというアイデアは、ビル・クリントン大統領がNASAにフリーダム宇宙ステーションを再設計し、ロシアの要素を含めることを検討するように指示した1993年3月にさかのぼる。その夏に設計が修正され、宇宙ステーションアルファ（後の国際宇宙ステーション）が誕生した。再設計の一環として考慮されたロシアの要素の1つは、ソユーズの「救命ボート」の使用であった。CRVの目的でソユーズカプセルを使用すると、NASAがフリーダムの予定されるコストよりも5億米ドル節約できると推定された。
しかし、1995年に、 エネルギア、 ロックウェル・インターナショナルおよびクルニチェフの合弁事業が、ザーリャ再突入ビークルから派生したライフボート・アルファ設計を提案した。再突入モーターは固体推進剤であり、操縦スラスタは低温ガスを利用していたため、5年間のオンステーションライフサイクルがあった。しかし、1996年6月にNASA CRV / X-38プログラムを支持し、設計は却下されている。

## X-38
ISSプログラム内の一般的な役割を指すだけでなく、乗員帰還機という名前は、NASAによって開始され、ESAによって参加された特定の設計プログラムも指す。コンセプトは、CRVの役割のみに特化したスペースプレーンを製造することであった。そのため、医療の返還、ISSが居住できなくなった場合の乗組員の返還、ISSの補給が不可能な場合の乗組員の返還という3つの特定の任務があった。

### CRVの概要とコンセプト開発
HL-20プログラムの続編として、NASAの意図は、管理者のダニエル・ゴールディンの「より良く、より速く、より安く」という概念をプログラムに適用することであった。 CRVの設計コンセプトには、リフティングボディの再突入機、国際的な停泊/ドッキングモジュール、軌道離脱推進ステージの3つの主要な要素が組み込まれている。このビークルは、シャツスリーブ環境で最大7人の乗組員を収容できるように設計されていた。パイロットではない乗組員と一緒に操作できる必要があるため、飛行と着陸の操作は自律的に実行されるようになっていた。CRVの設計には、宇宙操縦推進システムが装備されていなかった。

### X-38先端技術デモンストレーター
NASAは、他の宇宙船の数分の1のコストで運用CRVの設計と技術を開発するために、X-38 Advanced TechnologyDemonstratorsに指定された一連の低コストの高速プロトタイプビークルを開発するプログラムを開始した。EAS Bulletin 101で説明されているように、X-38プログラムは、「複数のアプリケーション技術のデモンストレーションおよびリスク軽減プログラムであり、国際宇宙ステーション（ISS）の運用乗員帰還機（CRV）のパスファインダーとしての最初のアプリケーションを見つける」。
NASAは、ジョンソン宇宙センターがプロジェクトを主導し、X-38プログラムの独自の元請業者として行動した。開発と製造のすべての側面は社内で管理されていたが、特定のタスクは委託されていた。CRV生産の場合、NASAは、航空機を製造するために外部の元請業者を選択することを予定していた。
テストビークルが４台計画されたが、2台だけが製造され、どちらも大気テストビークルであった。主に複合材料で作られた機体は、スケールド・コンポジッツの契約の下で製造された。1998年3月12日に最初の初飛行を行った。X-38は、パイオニア・エアロスペースによって設計された独自のパラフォイル着陸システムを利用した。飛行試験プログラムで使用されたラムエアインフレータブルパラフォイルは、世界最大で、表面積は7,500 sq ft (700 m2)  。パラフォイルは、GPSナビゲーションに基づく搭載誘導システムによって能動的に制御されていた。

### 論争
NASAの開発プログラムの計画には、実際のCRVの運用テストは含まれていなかった。これには、ISSに打ち上げられ、最大3か月間ドッキングされたままになり、その後地球に「空の」帰還を行うことが含まれていた。代わりに、NASAはX-38の軌道試験の結果に基づいて宇宙船「ヒューマンレート」を計画していた。 3つの独立したレビューグループとNASA監察官事務所は、この計画の知恵と安全性について懸念を表明した。
順次設計、開発、テスト、およびエンジニアリング評価のアプローチとは対照的に、開発のラピッドプロトタイピング方法も、プログラムのリスクに関するいくつかの懸念を引き起こした。